# أوغسطين بيريل
أوغسطين بيريل (بالإنجليزية: Augustine Birrell) هو مؤلف ومحام بالقضاء العالي وناقد أدبي وكاتب وسياسي بريطاني، ولد في 19 يناير 1850 في المملكة المتحدة، وتوفي في 20 نوفمبر 1933 في لندن في المملكة المتحدة. حزبياً، نشط في الحزب الليبرالي.

## مناصب
- في الانتخابات الفرعية في مجلس العموم البريطاني [الإنجليزية]‏، انتخب عضو برلمان المملكة المتحدة الـ24 عن دائرة ويست فايف [الإنجليزية]‏ (5 يوليو 1889 – 28 يونيو 1892).
- في الانتخابات العمومية البريطانية 1892 [الإنجليزية]‏، انتخب عضو برلمان المملكة المتحدة الـ25 عن دائرة ويست فايف [الإنجليزية]‏ (4 يوليو 1892 – 8 يوليو 1895).
- في الانتخابات العمومية البريطانية 1895 [الإنجليزية]‏، انتخب عضو برلمان المملكة المتحدة الـ26 عن دائرة ويست فايف [الإنجليزية]‏ (13 يوليو 1895 – ).
- في الانتخابات العامة في المملكة المتحدة 1906 [الإنجليزية]‏، انتخب عضو برلمان المملكة المتحدة الـ28 عن دائرة Bristol North (UK Parliament constituency) [الإنجليزية]‏ (12 يناير 1906 – 10 يناير 1910).
- في الانتخابات العمومية البريطانية في يناير 1910 [الإنجليزية]‏، انتخب عضو برلمان المملكة المتحدة الـ29 عن دائرة Bristol North (UK Parliament constituency) [الإنجليزية]‏ (15 يناير 1910 – 28 نوفمبر 1910).
- في الانتخابات العمومية البريطانية في ديسمبر 1910 [الإنجليزية]‏، انتخب عضو برلمان المملكة المتحدة الـ30 عن دائرة Bristol North (UK Parliament constituency) [الإنجليزية]‏ (3 ديسمبر 1910 – 25 نوفمبر 1918).
- انتخب عضو مجلس الشورى البريطاني.
- انتخب عضو مجلس الملكة الخاص بأيرلندا.
- انتخب وزير التعليم [الإنجليزية]‏.

## روابط خارجية
- أوغسطين بيريل على موقع الموسوعة البريطانية (الإنجليزية)